# Peruc
Peruc – miasteczko oraz gmina, położona w kraju usteckim, w powiecie Louny, w Czechach.
W miejscowości jest stacja kolejowa Peruc.

## Atrakcje
- Kościół św Piotra i Pawła[2]
- Dzwonnica
- Kalwaria - znajduje się naprzeciwko centrum handlowego
- Pomnik Świętego Jana Nepomucena - na południe od kościoła
- Pomnik poległych w I wojnie światowej - na placu
- Zamek
- Gospoda
- Ratusz -.. Ul Oldřichova nr 49
- Dąb Oldřich dąb - pomnik przyrody

## Części gminy
- Peruc
- Černochov
- Hřivčice
- Chrastín
- Pátek
- Radonice nad Ohří
- Stradonice
- Telce